# Greta Garbo/Filmografie
Diese erweiterte Filmografie von Greta Garbo führt alle Spielfilme der Schauspielerin auf. Die Liste informiert über das für die Produktion verantwortliche Filmstudio bzw. die Verleihfirma und, soweit verifizierte Informationen vorliegen, über die Herstellungskosten und Einspielergebnisse. Die Daten unter Kinostart
beziehen sich auf den Start des offiziellen Verleihs im Herstellungsland sowie die Erstaufführung in Deutschland.
In der Spalte technische Daten wird neben der Dauer in Minuten aufgeführt, ob es sich um einen Stumm- (S) oder Tonfilm (T) handelt. Alle Filme von Greta Garbo wurden in Schwarzweiß gedreht. Die Produktionskosten beziehen sich auf US-Dollar.
In der Spalte Auswertung (ebenfalls in US-Dollar) werden verzeichnet:
- Einspielergebnis USA
- Einspielergebnis Ausland
- Einspielergebnis kumuliert
- Gewinn (+)/Verlust (−)
- k. A.: keine Angaben vorhanden

| Jahr | Deutscher Titel Originaltitel                              | technische Daten | Studio                           | Kinostart                           | Regisseur                  | Mitwirkende                                                    | Kosten                                           | Auswertung                                           | Handlung | Bemerkungen |
| 1922 | Luffar-Petter                                              | 35/S             | Petschler-Film/Fribergs Filmbyrå | 26.12.1922 kein Verleih in D        | Erik A. Petschler          | Erik A. Petschler, Tyra Ryman                                  | k. A.                                            | k. A.                                                | Komödie um einen charmanten Mann, der mit verschiedenen jungen Frauen flirtet. | Auftritt als Greta Gustafson. |
| 1924 | Gösta Berling Gösta Berlings Saga                          | 165/S            | Svensk Filmindustri              | 10. und 17.3.1924 18. und 25.9.1924 | Mauritz Stiller            | Lars Hanson, Gerda Lundequist                                  | k. A.                                            | k. A.                                                | Ein Geistlicher hadert mit seiner Berufung. | Verfilmung des gleichnamigen Romans von Selma Lagerlöf. |
| 1925 | Die freudlose Gasse                                        | 96/S             | Sofar-Film GmbH                  | 18.5.1925                           | Georg Wilhelm Pabst        | Asta Nielsen, Jaro Fürth                                       | k. A.                                            | k. A.                                                | Im Wien der Inflationszeit kreuzen sich verschiedene Schicksale beim Kampf ums Überleben. | Einziger Film, den Greta Garbo in Deutschland drehte. |
| 1926 | Fluten der Leidenschaft Torrent                            | 68/S             | MGM                              | 21.2.1926 kein Verleih in D         | Monta Bell                 | Ricardo Cortez, Gertrude Olmstedt                              | 2500.000                                         | 460.000 208.000 668.000 +126.000                     | Liebesdrama vor dem Hintergrund eines spektakulären Dammbruchs. | Greta Garbo erhielt sehr gute Kritiken und wurde von der Presse als neuer Filmstar gefeiert. |
| 1926 | Dämon Weib auch Totentanz der Liebe The Temptress          | 95/S             | MGM                              | 7.12.1926 13.1.1928                 | Mauritz Stiller Fred Niblo | Antonio Moreno, Lionel Barrymore                               | 669.000                                          | 587.000 378.000 965.000 -43.000                      | Aus unglücklicher Liebe zu einem Mann wird ein unschuldiges Mädchen zum Vamp. | Aufgrund der teilweise chaotischen Arbeitsbedingungen beim Dreh wurde Mauritz Stiller die Regie nach wenigen Wochen entzogen.                                                                                           |
| 1926 | Es war Flesh and the Devil                                 | 95/S             | MGM                              | 25.12.1926 7.10.1927                | Clarence Brown             | John Gilbert, Lars Hanson, Barbara Kent                        | 373.000                                          | 603.000 658.000 1.261.000 +466.000                   | Zwei Freunde werden durch die Verschlagenheit eines Vamps fast auseinandergebracht. | Erster Film des Leinwandpaares Garbo-Gilbert. Erster von sieben Filmen mit Clarence Brown. |
| 1927 | Anna Karenina Love                                         | 84/S             | MGM                              | 29.11.1927 18.5.1928                | Edmund Goulding            | John Gilbert, Philippe de Lacy                                 | 488.000                                          | 946.000 731.000 1.677.000 +571.000                   | Anna Karenina verlässt ihren Mann und ihr Kind, nur um am Ende beinahe alles zu verlieren. | Für den amerikanischen Markt wurde ein Happy End zwischen Anna und Wronski gedreht. Die Verleihkopien für Europa enden mit Annas Sprung vor den Zug.                                                                    |
| 1928 | Das göttliche Weib The Divine Woman                        | 80/S             | MGM                              | 14.1.1928 21.12.1928                | Victor Sjöström            | Lars Hanson, Polly Moran                                       | 267.000                                          | 541.000 390.000 931.000 +354.000                     | Junges Mädchen vom Lande wird nach einer unglücklichen Liebesbeziehung zu einem weltberühmten Bühnenstar und entsagt am Ende Ruhm und Geld, um an der Seite eines Soldaten zurück aufs Land zu ziehen.                         | Erste Solorolle für Greta Garbo, die als alleinige Darstellerin über dem Titel angekündigt wird. Der Film basiert sehr lose auf Ereignissen im Leben von Sarah Bernhardt. Von dem Film existieren nur Fragmente.        |
| 1928 | Der Krieg im Dunkel The Mysterious Lady                    | 96/S             | MGM                              | 4.8.1928 25.4.1929                  | Fred Niblo                 | Conrad Nagel                                                   | 337.000                                          | 543.000 551.000 1.084.000 +369.000                   | Eine russische Spionin betreibt aus Liebe zu einem Österreicher Gegenspionage und wird am Ende glücklich. | |
| 1928 | Eine schamlose Frau A Woman of Affairs                     | 108/S            | MGM                              | 19.11.1928 3.1.1930                 | Clarence Brown             | John Gilbert, Lewis Stone, Dorothy Sebastian                   | 383.000                                          | 850.000 520.000 1.370.000 +417.000                   | Klassenunterschiede verhindern das Glück eines jungen Paares, von dem später jeder auf seine Weise unglücklich wird. | Der Film basiert teilweise auf dem umstrittenen Roman The Green Hat von Michael Arlen. |
| 1929 | Wilde Orchideen Wild Orchids                               | 102/S            | MGM                              | 30.3.1929 30.11.1930                | Sidney Franklin            | Lewis Stone, Nils Asther                                       | 322.000                                          | 622.000 543.000 1.165.000 +380.000                   | Gelangweilte Ehefrau eines alten reichen Mannes wird von einem asiatischen Prinzen in Versuchung geführt. | Obwohl der Film auf Java spielt, sind die Kostüme von Gilbert Adrian an der thailändischen Landestracht orientiert. |
| 1929 | Unsichtbare Fesseln The Single Standard                    | 73/S             | MGM                              | 27.7.1929 13.1.1931                 | John S. Robertson          | Nils Asther, Dorothy Sebastian, John Mack Brown                | 336.000                                          | 659.000 389.000 1.084.000 +333.000                   | Freiheitsliebende junge Frau verlässt Mann und Kind, um am Ende den Wert der echten Liebe zu erkennen. | Eine der wenigen zeitgenössischen Rollen von Greta Garbo. |
| 1929 | Der Kuß The Kiss                                           | 89/S             | MGM                              | 15.11.1929 14.10.1930               | Jacques Feyder             | Lew Ayres, Conrad Nagel                                        | 257.000                                          | 518.000 387.000 905.000 +448.000                     | Eine junge Frau wird angeklagt, ihren Ehemann erschlagen zu haben. | Letzter Stummfilm, der von MGM produziert wurde. |
| 1930 | Anna Christie                                              | 74/T             | MGM                              | 14.3.1930                           | Clarence Brown             | Charles Bickford, Marie Dressler                               | 376.000                                          | 1.013.000 486.000 1.499.000 +576.000                 | Die ehemalige Prostituierte Anna kehrt zurück zu ihrem Vater und verliebt sich in einen Matrosen. | Tonfilmdebüt von Greta Garbo in der Verfilmung des gleichnamigen Bühnenstücks von Eugene O’Neill. Greta Garbo wurde für ihre Darstellungen in Anna Christie und Romanze für den Oscar als Beste Darstellerin nominiert. |
| 1930 | Anna Christie – deutsche Version                           | 82/T             | MGM                              | 22.12.1930                          | Jacques Feyder             | Salka Viertel, Hans Junkermann                                 | Kosten sind bei der englischen Fassung enthalten | Einnahmen sind bei der englischen Fassung enthalten. | | Greta Garbo hielt ihre Darstellung für eine der besten ihrer gesamten Laufbahn. Sie spricht alle Dialoge selber. |
| 1930 | Romanze (Romance)                                          | 76/T             | MGM                              | 22.8.1930 16.2.1932                 | Clarence Brown             | Gavin Gordon, Lewis Stone                                      | 496.000                                          | 733.000 523.000 1.256.000 +287.000                   | In Rückblenden wird die unglückliche Liebe eines Geistlichen zu einer weltberühmten Sängerin erzählt. | Als Partner war zunächst Gary Cooper geplant. |
| 1931 | Yvonne (Inspiration)                                       | 74/T             | MGM                              | 6.2.1931 17.11.1931                 | Clarence Brown             | Robert Montgomery, Lewis Stone                                 | 438.000                                          | 725.000 402.000 1.127.000 +286.000                   | Eine Lebedame verlässt ihre wahre Liebe, um seine Karriere nicht zu gefährden. | Gilbert Adrian führte in diesem Film aufwändige Hüte wieder in das Kostümdesign zurück, nachdem diese in den vorherigen Jahren unpopulär waren.                                                                         |
| 1931 | Helgas Fall und Aufstieg (Susan Lenox – Her Fall and Rise) | 76/T             | MGM                              | 16.10.1931 13.12.1932               | Robert Z. Leonard          | Clark Gable                                                    | 580.000                                          | 806.000 700.000 1.506.000 +364.000                   | Die junge Waise Helga wächst bei ihren brutalen Verwandten auf. Nachdem sie zwangsverheiratet werden soll, flieht sie und verliebt sich in einen jungen Ingenieur. Zahlreiche Missverständnisse stehen dem Happy End entgegen. | An dem Drehbuch waren 17 Autoren beteiligt. |
| 1931 | Mata Hari                                                  | 90/T             | MGM                              | 31.12.1931 12.9.1932                | George Fitzmaurice         | Ramón Novarro, Lionel Barrymore                                | 558.000                                          | 931.000 1.296.000 2.227.000 +879.000                 | Mata Hari spioniert für die Deutschen und opfert sich am Ende für ihren russischen Geliebten. | Rein fiktionale Schilderung der entscheidenden Jahre von Mata Hari. Die Jarmulke wurde durch den Film eine Zeitlang als Kopfbedeckung populär.                                                                          |
| 1932 | Menschen im Hotel Grand Hotel                              | 115/T            | MGM                              | 12.4.1932 14.2.1933                 | Edmund Goulding            | Joan Crawford, Wallace Beery, John Barrymore, Lionel Barrymore | 700.000                                          | 1.235.000 1.359.000 2.594.000 +947.000               | Schicksalhafte Stunden in einem Berliner Luxushotel. | Erster Film mit Starbesetzung. |
| 1932 | Wie Du mich wünschst (As You Desire Me)                    | 71/T             | MGM                              | 2.6.1932 3.10.1933                  | George Fitzmaurice         | Melvyn Douglas, Erich von Stroheim                             | 469.000                                          | 705.000 658.000 1.362.000 +449.000                   | Zara, Sängerin in einem Budapester Kabarett, leidet unter Amnesie. Auf der Suche nach ihrer wahren Identität trifft sie auf einen italienischen Grafen, der in ihr seine vermisste Ehefrau zu erkennen glaubt.                 | Der Film basiert lose auf dem gleichnamigen Bühnenstück von Luigi Pirandello. Greta Garbo trägt als Zara eine platinblonde Perücke.                                                                                     |
| 1933 | Königin Christine (Queen Christina)                        | 97/T             | MGM                              | 26.12.1933 24.10.1934               | Rouben Mamoulian           | John Gilbert, Lewis Stone                                      | 1.144.000                                        | 767.000 1.843.000 2.610.000 +632.000                 | Die schwedische Königin will nicht heiraten, doch dann verliebt sie sich in den spanischen Botschafter. Nach seinem Tod dankt sie tief erschüttert ab.                                                                         | Rein fiktionale Schilderung der Gründe, die zur Abdankung der schwedischen Königin Christine 1654 geführt haben sollen. Letzter von vier Filmen mit John Gilbert.                                                       |
| 1934 | Der bunte Schleier (The Painted Veil)                      | 83/T             | MGM                              | 7.12.1934 5.4.1935                  | Richard Boleslawski        | Herbert Marshall, George Brent                                 | 947.000                                          | 538.000 1.120.000 1.658.000 +138.000                 | In China beginnt die gelangweilte Ehefrau eines Arztes eine Affäre. Die Eheleute versöhnen sich am Ende und kämpfen gemeinsam gegen einen Ausbruch der Cholera im Hinterland.                                                  | Der Film basiert in Grundzügen auf dem gleichnamigen Roman von Somerset Maugham. |
| 1935 | Anna Karenina                                              | 95/T             | MGM                              | 30.8.1935 31.1.1936                 | Clarence Brown             | Fredric March, Basil Rathbone, Freddie Bartholomew             | 1.152.000                                        | 865.000 1.439.000 2.304.000 +320.000                 | Anna Karenina verlässt aus Liebe zu einem Offizier Ehemann und Kind, um am Ende alles zu verlieren. Sie wählt den Freitod. | Greta Garbo wurde für ihre Darstellung mit dem New York Film Critics Circle Award ausgezeichnet. |
| 1936 | Die Kameliendame (Camille)                                 | 109/T            | MGM                              | 15.12.1936 5.11.1937                | George Cukor               | Robert Taylor, Henry Daniell                                   | 1.486.000                                        | 1.154.000 1.688.000 2.842.000 +388.000               | Eine Kurtisane entsagt aus Liebe der Zuneigung zu einem jungen Diplomaten und stirbt am Ende in seinen Armen. | Zweite Nominierung für den Oscar als beste Darstellerin. Auszeichnung mit dem New York Film Critics Circle Award. |
| 1937 | Maria Walewska Conquest                                    | 112/T            | MGM                              | 4.11.1937 23.5.1950                 | Clarence Brown             | Charles Boyer, Maria Ouspenskaya, May Whitty                   | 2.732.000                                        | 730.000 1.411.000 2.141.000 -1.397.000               | Fiktionale Schilderung der Liebe zwischen Napoleon Bonaparte und der polnischen Gräfin Maria Walewska. | Der Film war sowohl eine der teuersten als auch eine der verlustreichsten Produktionen von MGM. |
| 1939 | Ninotschka Ninotchka                                       | 110/T            | MGM                              | 9.11.1939 7.12.1948                 | Ernst Lubitsch             | Melvyn Douglas, Ina Claire                                     | 1.365.000                                        | 1.187.000 1.092.000 2.279.000 +138.000               | Eine sowjetische Kommissarin kommt im Parteiauftrag nach Paris und verliebt sich in einen französischen Playboy. | Der Werbeslogan lautete kurz und knapp Garbo laughs! Dritte Nominierung für den Oscar als beste Hauptdarstellerin. |
| 1941 | Die Frau mit den zwei Gesichtern Two-Faced Woman           | 94/T             | MGM                              | 31.12.1941 16.9.1948                | George Cukor               | Melvyn Douglas, Constance Bennett                              | 1.247.000                                        | 875.000 925.000 1.800.000 -62.000                    | Skilehrerin will die Treue ihres Ehemanns testen und erfindet eine mondäne Zwillingsschwester. | Die Kritiken waren vernichtend. Es wurde der letzte Film für Greta Garbo. Alle späteren Comeback-Versuche kamen nicht über Probeaufnahmen hinaus.                                                                       |

Anmerkungen
1. ↑  Als Quelle dienen die Angaben bei Barry Paris: Garbo, S. 827–837 sowie Mae West: Greta Garbo. Reihe Film, 16. Carl Hanser Verlag, München 1978, S. 173 ff.
2. ↑  Die Angaben stammen, soweit nicht anders vermerkt, für die MGM-Filme: The Eddie Mannix Ledger, Appendix 1: MGM Film Grosses, 1924–1948. In: Historical Journal of Film, Television, and Radio. Vol. 12, No. 2, 1992 sowie Barry Paris: Garbo. S. 827–837.
3. ↑  Der Film wurde in zwei Teilen in die Kinos gebracht.
4. ↑  In Deutschland kam der Film unter dem Titel Herrin der Liebe in den Verleih. Im Fernsehen läuft er unter dem angegebenen Referenztitel.
5. ↑  Tag der Uraufführung in Deutschland.